# Нова Жизнь (Солонешенський район)
Но́ва Жизнь (рос. Новая Жизнь) — село (колишнє селище) у складі Солонешенського району Алтайського краю, Росія. Входить до складу Тумановської сільської ради.

## Населення
Населення — 151 особа (2010; 194 у 2002).
Національний склад (станом на 2002 рік):
- росіяни — 96 %